# Herb Zbąszynia
Herb Zbąszynia – jeden z symboli miasta Zbąszyń i gminy Zbąszyń w postaci herbu.

## Wygląd i symbolika
Herb przedstawia w polu czerwonym białego kroczącego łabędzia z uniesionymi skrzydłami, zwróconego w heraldycznie prawą stronę, dziobem i łapami czarnymi.
Wizerunek herbowy nawiązuje do herbu rodowego Łabędź, założycieli miasta.

## Historia
Wizerunek herbu pochodzi z pieczęci miejskiej z 1314. Herb został ustalony w Statucie Gminy z dnia 30 czerwca 2003. Jednocześnie pozostaje w mocy Zarządzenie Ministra Spraw Wewnętrznych z dnia 26 czerwca 1936 w sprawie zatwierdzenia herbu miasta Zbąszyna.